# شريان شدقي
شريان الشدق (شريان المبوقة) هو شريان صغير في رأس الإنسان. يتفرع من الجزء الثاني من شريان الفك العلوي ويقوم بتغذية الـوجنة و العضلة المبوقة.

## مسار الشريان
يسير الشريان بشكل مائل إلى الأمام ما بين عضلة جناحية إنسية ونهاية الـ عضلة الصدغية, إلى السطح الخارجي للعضلة المبوقة, ويتحد مع الشريان الوجهي - من منطقة تحت الحجاج، ينزل الشريان على طول الهامش الجانبي للأنف.

## صور إضافية

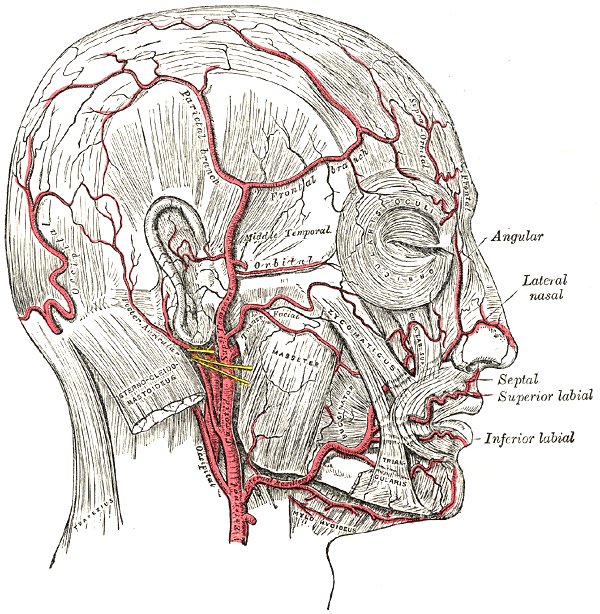
شرايين الوجه وفروة الرأس.

## وصلات خارجية
- درسٌ تشريحي حول lesson4 مُعدٌ بواسطة ويسلي نورمان (جامعة جورجتاون).

1. ↑  نموذج تأسيسي في التشريح، QID:Q1406710